# Saint-Frézal-de-Ventalon
Saint-Frézal-de-Ventalon è un comune francese soppresso e frazione del dipartimento della Lozère nella regione dell'Occitania. Dal 1º gennaio 2016 si è fuso con il comune di Saint-Andéol-de-Clerguemort per formare il nuovo comune di Ventalon-en-Cévennes.

## Società

### Evoluzione demografica
Abitanti censiti